# Jana Kramer
Jana Rae Kramer (Detroit, Michigan, 2 de dezembro de 1983) é uma atriz e cantora americana. Ficou conhecida por interpretar Alex Dupre na série One Tree Hill e Portia Ranson na série 90210. Jana começou sua carreira musical em 2010, com seu primeiro single Why Ya Wanna.

## História
Jana nasceu em Detroit, Michigan, Estados Unidos e cresceu na cidade de Rochester, Michigan. Fala um pouco de alemão 

## Carreira

### Atriz
Jana teve sua estreia como atriz em 2002, em um filme independente. No mesmo ano, fez sua estreia na televisão em All My Children. Depois disso, continuou fazendo várias participações em várias séries da televisão, como Grey's Anatomy, CSI, Private Practice e CSI:_NY. Teve uma grande participação em 2008 na série 90210 da CW, onde interpretou a personagem Portia Ranson.
Em junho de 2009 foi anunciado que Jana participaria da série One Tree Hill, em sua sétima temporada. Ela interpretou a personagem Alex Dupre, e com o destaque da personagem, se tornou uma personagem regular desde então. Porém na nona e última temporada da série, foi anunciado que Jana não participaria como uma personagem fixa até o final da temporada, participando apenas de dois episódios, pois se dedicaria a promover sua carreira musical.

### Carreira musical
Em fevereiro de 2011, Jana assinou com a gravadora Elektra Records. No mesmo mês, lançou um single promocional I Won't Give Up que foi apresentada no episódio de One Tree Hill "Holding Out for a Hero", e lançada no dia seguinte após a exibição do episódio, exclusivamente no iTunes e Amazon. A música alcançou a 75ª posição na Billboard Hot 100. Logo no mês seguinte, Jana começou a trabalhar em seu álbum. Mais duas músicas foram lançadas no seriado, Whiskey,que alcançou a 99ª posição na Billboard Hot 100 e que mais tarde se tornaria o segundo single oficial do álbum, e What I Love About Your Love.
O primeiro single oficial da cantora, Why Ya Wanna foi lançado no dia 16 de janeiro de 2012. A música alcançou a posição 52ª na Billboard Hot 100 e a 3ª posição na Billboard Hot Country Songs. Whiskey foi lançado em 5 de novembro do mesmo ano como o segundo single do álbum. 

## Vida pessoal
Em 2004 casou com Michael Anthony Gambino, de quem se divorciou em 2006. No dia 22 de dezembro de 2009 Jana começou a namorar o ator Johnathon Schaech. Os dois se conheceram no set de Prom night . Eles se casaram dia 4 de Julho de 2010, mas o casamento durou pouco mais de um mês, já que no dia 9 de agosto de 2010 os dois se divorciaram oficialmente .
Foi anunciado em setembro de 2012, que Jana estava namorando o também cantor country Brantley Gilbert. Os dois mantiveram o relacionamento em segredo por oito meses antes do anunciamento. Os dois ficaram noivos no dia 20 de janeiro de 2013, que também é o dia do aniversário de Brantley. 

## Filmografia
| Year      | Title                                 | Role                          | Notes |
| --------- | ------------------------------------- | ----------------------------- | --- |
| 2002      | Dead/Undead                           | Alice St. James               | |
| 2003      | All My Children                       | Desconhecido                  | (Episodios desconhecidos, não creditada) |
| 2003      | The Passage                           | Bartender no Alvin's          | |
| 2003      | Blood Games                           | Mistress Tiamat               | (creditada como Jana Rae) |
| 2005      | Blue Demon                            | Carrie                        | |
| 2005      | Return of the Living Dead: Necropolis | Katie Williams                | |
| 2006      | Click                                 | Julie                         | |
| 2006      | CSI                                   | Rae                           | (1 episódio-"Post Mortem", Uncredited) |
| 2006      | CSI: NY                               | Paige Rowand                  | (1 episódio-"Sweet 16") |
| 2007      | Boxboarders!                          | Victoria                      | |
| 2007      | Friday Night Lights                   | Noelle Davenport              | (6 episódios-"How Did I Get Here", "Pantherama!", "There Goes the Neighborhood", "Jumping the Gun", "Who Do You Think You Are?","Humble Pie")              |
| 2008      | Prom Night (2008)                     | April                         | |
| 2008      | Approaching Midnight                  | Aspen                         | |
| 2008      | Can You Duet                          | Herself                       | (2 episódios-"Open Auditions", "Workshop Week 1") |
| 2008      | Bar Starz                             | Ryann                         | |
| 2008      | Grey's Anatomy                        | Lola                          | (2 episódios-"Freedom Parts 1 & 2") |
| 2008      | The Poker Club                        | Trudy Todaro                  | Papel recorrente |
| 2008–2009 | 90210                                 | Portia Ranson                 | (6 episódios-"The Jet Set", "That Which We Destroy", "Hello, Goodbye, Amen", "Love Me or Leave Me", "Between a Sign and a Hard Place", "The Party's Over") |
| 2009      | Private Practice                      | Lyla                          | (1 episódio-"What Women Want") |
| 2009      | Laid to Rest                          | Jamie                         | |
| 2009      | Spring Breakdown                      | Seven #2                      | |
| 2009      | Entourage                             | Brooke Manning                | (4 episódios-"Security Briefs", "Berried Alive", "Scared Straight", "Give a little bit")                                                                   |
| 2009      | One Tree Hill                         | Alex Dupre ( Alice Whitehead) | 39 episódios; Principal (Temporada 7-8); Recorrente (Temporada 9)                                                                                          |
| 2012      | Heart of The Country                  | Faith Carraday                | |

## Discografia

### Álbuns de estúdio
| Title       | Details                                                       | Peak chart positions | Peak chart positions |
| Title       | Details                                                       | EUA Country          | EUA                  |
| ----------- | ------------------------------------------------------------- | -------------------- | -------------------- |
| Jana Kramer | - Lançamento: 5 de junho de 2012 - Gravadira: Elektra Records | 5                    | 19                   |